# Dorymyrmex
Dorymyrmex (cunoscut și ca furnici con) este un gen de furnică din subfamilia Dolichoderinae.

## Distribuție și habitat
Acest gen are o distribuție strict americană, locuind în regiunile nearctică și neotropicală și conținând 60 de specii, mai multe nedescrise. În ciuda faptului că mulți colecționari de furnici sunt considerați „culegători de buruieni de pe marginea drumului”, mai multe specii de Dorymyrmex au prezentat un grad ridicat de endemicitate, preferințe specializate de habitat și o structură variată a populației. Unele specii pot servi ca agenți potențiali ai controlului biologic al dăunătorilor anuali ai culturilor. Speciile de Dorymyrmex cuibăresc preferențial în habitate uscate sau perturbate, în general în sol fără acoperire cu vegetație. Se știe că mai multe specii frecventează afida și alte insecte hemipteroase. Un astfel de comportament este comun în alte genuri Dolichoderinae și subfamilii conexe.

## Specii
- Dorymyrmex agallardoi Snelling, 1975
- Dorymyrmex alboniger Forel, 1914
- Dorymyrmex amazonicus Cuezzo & Guerrero, 2011
- Dorymyrmex antarcticus Forel, 1904
- Dorymyrmex antillana Snelling, 2005
- Dorymyrmex baeri André, 1903
- Dorymyrmex bicolor Wheeler, 1906
- Dorymyrmex biconis Forel, 1912
- Dorymyrmex bituber Santschi, 1916
- Dorymyrmex bossutus (Trager, 1988)
- Dorymyrmex breviscapis Forel, 1912
- Dorymyrmex bruchi Forel, 1912
- Dorymyrmex brunneus Forel, 1908
- Dorymyrmex bureni (Trager, 1988)
- Dorymyrmex carettei Forel, 1913
- Dorymyrmex caretteoides Forel, 1914
- Dorymyrmex chilensis Forel, 1911
- Dorymyrmex confusus (Kusnezov, 1952)
- Dorymyrmex coniculus Santschi, 1922
- Dorymyrmex ebeninus Forel, 1914
- Dorymyrmex elegans (Trager, 1988)
- Dorymyrmex emmaericaellus Kusnezov, 1951
- Dorymyrmex ensifer Forel, 1912
- Dorymyrmex exsanguis Forel, 1912
- Dorymyrmex flavescens Mayr, 1866
- Dorymyrmex flavopectus Smith, 1944
- Dorymyrmex flavus [no authors], 1879
- Dorymyrmex fusculus Santschi, 1922
- Dorymyrmex goeldii Forel, 1904
- Dorymyrmex goetschi Goetsch, 1933
- Dorymyrmex grandulus (Forel, 1922)
- Dorymyrmex hunti (Snelling, 1975)
- Dorymyrmex hypocritus (Snelling, 1975)
- Dorymyrmex incomptus (Snelling, 1975)
- Dorymyrmex insanus (Buckley, 1866)
- Dorymyrmex jheringi Forel, 1912
- Dorymyrmex joergenseni Bruch, 1917
- Dorymyrmex lipan Snelling, 1995
- Dorymyrmex minutus Emery, 1895
- Dorymyrmex morenoi Bruch, 1921
- Dorymyrmex paiute Snelling, 1995
- Dorymyrmex pappodes (Snelling, 1975)
- Dorymyrmex paranensis Santschi, 1922
- Dorymyrmex planidens Mayr, 1868
- Dorymyrmex pogonius (Snelling, 1975)
- Dorymyrmex pulchellus Santschi, 1922
- Dorymyrmex pyramicus (Roger, 1863)
- Dorymyrmex reginicula (Trager, 1988)
- Dorymyrmex richteri Forel, 1911
- Dorymyrmex santschii Gallardo, 1917
- Dorymyrmex silvestrii Gallardo, 1916
- Dorymyrmex smithi Cole, 1936
- Dorymyrmex spurius Santschi, 1929
- Dorymyrmex steigeri Santschi, 1912
- Dorymyrmex tener Mayr, 1868
- Dorymyrmex thoracicus Gallardo, 1916
- Dorymyrmex tuberosus Cuezzo & Guerrero, 2011
- Dorymyrmex wheeleri (Kusnezov, 1952)
- Dorymyrmex wolffhuegeli Forel, 1911
- Dorymyrmex xerophylus Cuezzo & Guerrero, 2011